# 동요나라
《동요나라》는 MBC에서 1991년 1월 6일부터 같은 해 4월 14일까지 방영되었던 어린이 드라마 작품이다.

## 방송 시간
| 방송 채널 | 방송 기간                         | 방송 시간                    |
| MBC TV    |                                   |                              |
| --------- | --------------------------------- | ---------------------------- |
| MBC TV    | 1991년 1월 6일 ~ 1991년 2월 3일   | 매주 일요일 오후 4:20 ~ 5:00 |
| MBC TV    | 1991년 2월 24일 ~ 1991년 3월 3일  | 매주 일요일 오후 1:05 ~ 1:45 |
| MBC TV    | 1991년 4월 14일                   | 매주 일요일 오후 1:05 ~ 1:45 |
| MBC TV    | 1991년 3월 10일 ~ 1991년 4월 14일 | 매주 일요일 오후 2:00 ~ 2:40 |

## 등장인물
- 장민(아람)
- 장문(보람)
- 강인덕(아람, 보람 형제 아빠)
- 안해숙(아람, 보람 형제 엄마)
- 김승환(동서풍)
- 이영호(민수)
- 김상진(태현)
- 이현애(소연)
- 정현옥(선미)
- 박인나(애라)
- 원종철(준영)
- 박인선(희옥)
- 이주섭(준수)
- 정대홍(민수 할아버지)
- 김지영(민수 할머니)
- 박영지(민수 아빠)
- 서영애(민수 엄마)
- 음정희(민수 고모 미경)
- 신동욱(민수 고모부)
- 서권순(준영 엄마)
- 김찬구(희옥 아빠)
- 박소현(희옥 엄마)

## 방영목록
제1화 나란히 나란히
제2화 앞으로
제3화 아빠와 크레파스
제4화 우산셋이 나란히
제5화 초록바다
제6화 달맞이
제7화 고드름
제8화 겨울나무
제9화 고향의 봄
제10화 반달
제11화 기찻길옆
제12화 퐁당퐁당

## 편성 변경(1991년)
- 2월 10일 : 고개숙인 남자 재방송으로 결방
- 2월 17일 : 특선공연 오페라 카르멘 방송으로 결방
- 3월 24일 : 우리들의 천국 재방송으로 결방
- 3월 31일 : 쇼트트렉 세계선수권대회 중계방송으로 순연되어 오후 3시 20분부터 방영
- 4월 14일 : MBC 91프로야구 LG : 해태 중계방송으로 앞당겨 오후 1시 5분부터 방영